# Pustike (Słowenia)
Pustike – wieś w Słowenii, w gminie Šmarje pri Jelšah. W 2018 roku liczyła 92 mieszkańców.